# Michaels
Michaels ist ein patronymisch gebildeter Familienname mit der Bedeutung „Sohn des Michael“.

## Namensträger
- Michaels, Pseudonym von German Mäurer (1811–1883), preußisch-französischer Schriftsteller und Lehrer
- Al Michaels (* 1944), US-amerikanischer Sportreporter
- Amber Michaels (* 1968), US-amerikanische Pornodarstellerin
- Anne Michaels (* 1958), kanadische Schriftstellerin
- Axel Michaels (* 1949), deutscher Indologe und Religionswissenschaftler
- Bernd Michaels (1936–2019), deutscher Versicherungsmanager und -verbandsfunktionär
- Beverly Michaels (1928–2007), US-amerikanische Schauspielerin
- Bret Michaels (* 1963), US-amerikanischer Sänger
- Brian Michaels (* 1948), britischer Theater- und Opernregisseur
- Chad Michaels (* 1971), US-amerikanische Dragqueen
- David Michaels (Mediziner) (* 1954), US-amerikanischer Epidemiologe und Hochschullehrer
- David Michaels (Pseudonym), Pseudonym der Autoren einer Buchserie
- David Michaels (Schauspieler) (* 1964), britischer Schauspieler
- Derek Michaels (* 1973), US-amerikanischer Pornodarsteller
- Devon Michaels (* 1970), US-amerikanische Pornodarstellerin
- Gianna Michaels (* 1983), US-amerikanische Pornodarstellerin
- Harro Müller-Michaels (1936–2023), deutscher Literaturdidaktiker, Literaturwissenschaftler und Hochschulpolitiker
- Ian Reier Michaels, US-amerikanischer Schauspieler
- Ilse Fromm-Michaels (1888–1986), deutsche Komponistin und Pianistin
- James Edward Michaels (1926–2010), US-amerikanischer Ordensgeistlicher und römisch-katholischer Weihbischof
- James Walker Michaels (1921–2007), US-amerikanischer Journalist und Herausgeber
- Janna Michaels (* 20. Jahrhundert), US-amerikanischer Kinderstar
- Jillian Michaels (* 1974), US-amerikanische Fitnessexpertin, Medienpersönlichkeit und Unternehmerin
- Joel B. Michaels, US-amerikanischer Filmproduzent
- Jost Michaels (1922–2004), deutscher Klarinettist und Dirigent
- Julia Michaels (* 1993), US-amerikanische Popsängerin und Songwriterin
- Kate Michaels (* 1969), US-amerikanische Sängerin und Schauspielerin
- Lee Michaels (* 1945), US-amerikanischer Sänger
- Leonard Michaels (1933–2003), US-amerikanischer Schriftsteller
- Lloyd Michaels (1943–2014), US-amerikanischer Jazztrompeter
- Lorne Michaels (* 1944), US-amerikanischer Drehbuchautor und Filmproduzent
- Meredith Michaels-Beerbaum (* 1969), US-amerikanisch-deutsche Springreiterin
- Mickey S. Michaels (1931–1999), US-amerikanischer Szenenbildner und Artdirector
- Mimi Michaels (* 1983), US-amerikanische Schauspielerin
- Patrick J. Michaels (1950–2022), US-amerikanischer Klimatologe
- Ralf Michaels, deutscher Jurist und Hochschullehrer
- Richard Michaels (Regisseur) (* 1936), US-amerikanischer Filmregisseur
- Richard Michaels, ein Pseudonym von Richie Hawtin (* 1970), englischer DJ, Musiker und Techno-Produzent
- Sean Michaels (* 1958), US-amerikanischer Pornodarsteller und -regisseur
- Shawn Michaels (* 1965), US-amerikanischer Wrestler
- Sidney Michaels (1927–2011), US-amerikanischer Drehbuchautor
- Tammy Lynn Michaels (* 1974), US-amerikanische Schauspielerin
- Trina Michaels (* 1983), US-amerikanische Pornodarstellerin
- Walter Benn Michaels (* 1948), US-amerikanischer Literaturtheoretiker
- William Michaels (1876–1934), US-amerikanischer Boxer